# Giovanni Nevizzano
Giovanni Nevizzano (Buttigliera d'Asti, fine del XV secolo – forse Torino, 1540) è stato un giurista italiano.

## Biografia
Studiò diritto nelle Università di Torino e Padova e successivamente fu docente a Torino. Fra le sue opere va particolarmente menzionato l'Index scriptorum in utroque jure, pubblicato a Lione nel 1522, fonte d'informazione tuttora utile per gli storici del diritto.
Un'altra sua opera la Sylva nuptialis, commistione di diritto e considerazioni varie sul matrimonio, gli procurò avversioni nel mondo femminile e fama di misogino. Alcune dame torinesi avrebbero anzi persuaso con metodi energici il Nevizzano a fare formale ammenda e ritrattare quanto esposto nel libretto.

## Opere
- Index scriptorum in utroque jure, Lyon, 1522.
- Sylva nuptialis, impressan Joannem Moulin alias de Cambray, Lyon, 1525.
- (LA) Consilia, Venezia, erede Girolamo Scoto, 1573.
- (LA) Sabaudiae decreta ducalia, Augustae Taurinorum, apud haeredem Nicolai Beuilaquae, 1586.